# The Third Reich 'n Roll
The Third Reich 'n Roll è un album in studio del gruppo di rock sperimentale The Residents, pubblicato dalla Ralph Records nel 1976. Sebbene sia stato il terzo album registrato dalla formazione, è considerato ufficialmente il secondo in ordine di uscita.

## Il disco
The Third Reich 'n Roll consiste in una feroce parodia e satira della musica pop e dell'industria del rock and roll degli anni sessanta, paragonata per fanatismo, tecniche di lavaggio del cervello, ed adunate oceaniche al terzo Reich nazista.
L'opera è formata da due lunghe suite posizionate ognuna su una facciata di LP, intitolate Swastikas on Parade e Hitler Was a Vegetarian. Le due tracce sono un pastiche di varie canzoni del periodo. Le note interne dell'album asseriscono che nelle due suite si possono rintracciare citazioni di circa una trentina di brani celebri di artisti come The Beatles, The Doors, The Rolling Stones, The Beach Boys, James Brown, ecc. Alcune citazioni sono evidenti, mentre altre invece sono più criptiche o del tutto irriconoscibili. Per fare solo qualche esempio Let's Twist Again è cantata in tedesco con un forte accento "alla Hitler", mentre Papa's Got a Brand New Bag di James Brown, anch'essa cantata in tedesco, è riconoscibile solo per un breve frammento della sezione fiati; oppure Gloria dei Them rifatta in versione "teatro Kabuki", e una versione comatosa di Good Lovin'.
Nel 1980 è stato prodotto il cofanetto Third Reich 'n' Roll Collectors Box in edizione limitata di sole 30 copie (di cui sole 25 distribuite). Il box set conteneva il disco in vinile rosso, racchiuso in un contenitore di legno rivestito di velluto nero con un pannello scorrevole che permetteva di vedere tutte le varie versioni della copertina prese in esame per la pubblicazione.

## Accoglienza
| Recensione              | Giudizio |
| ----------------------- | -------- |
| Ondarock                |          |
| Dizionario del pop-rock |          |

The Third Reich 'n Roll ha ottenuto recensioni miste. Ondarock ritiene che esso sia l'album più rappresentativo del loro modus operandi, ma che, artisticamente parlando, si tratta di un "divertissement che supera di quel tanto la mera curiosità. L'album è stato inserito in un tomo dedicato ai "500 dischi fondamentali" di musica pop e rock.

## Controversie
L'album diede adito a numerose polemiche a causa della sua copertina che raffigurava il presentatore televisivo e disc jockey Dick Clark in uniforme da nazista con una carota in mano circondato da svastiche e da una moltitudine di piccoli Hitler, questi ultimi raffigurati in abiti sia maschili che femminili e danzanti sullo sfondo.
In Germania l'album uscì in tre differenti versioni con la copertina censurata. La prima stampa di 2 500 copie conteneva adesivi con la scritta "censored!" sopra ogni riferimento al nazismo del disegno originario. La seconda edizione, ristampa in edizione speciale dell'album ad opera della Mute Records, aveva l'artwork originario ma contenuto dentro una confezione totalmente nera. In una terza ristampa il disegno originale di copertina era stato sostituito con una diversa illustrazione, un disegno di Adolf Hitler in mutande a passeggio nel bosco sottobraccio a una fanciulla con un serpente tentatore alle spalle.
Nel settembre 2005 la Mute Records ha pubblicato una versione speciale dell'album con tutto l'art-work originale restaurato.

## Tracce
1. Swastikas on Parade – 17:30
2. Hitler Was a Vegetarian – 18:27

Durata totale: 35:57
Tracce bonus CD 1988
1. (I Can't Get No) Satisfaction – 4:30
2. Loser = Weed – 2:09
3. Beyond the Valley of a Day in the Life – 3:56
4. Flying – 3:22

## Brani musicali
Anche se nessuna delle canzoni viene esplicitamente nominata sull'album, il sito web dei Residents indica la seguente lista di tracce:
Swastikas on Parade
1. Let's Twist Again (cantata in tedesco)
2. Land of a Thousand Dances
3. Hanky Panky
4. A Horse with No Name
5. Double Shot (of My Baby's Love)
6. The Letter
7. Psychotic Reaction
8. Little Girl
9. Papa's Got a Brand New Bag (cantata in tedesco)
10. Talk Talk
11. I Want Candy
12. To Sir, with Love
13. Telstar
14. Wipe Out
15. Heroes and Villains

Hitler Was a Vegetarian
1. Judy in Disguise (With Glasses)
2. 96 Tears
3. It's My Party
4. Light My Fire
5. Ballad of the Green Berets
6. Yummy Yummy Yummy
7. Rock Around the Clock
8. Pushin' Too Hard
9. Good Lovin'
10. Gloria
11. In-A-Gadda-Da-Vida
12. Sunshine of Your Love
13. Hey Jude
14. Sympathy for the Devil

Alcune di queste canzoni sono suonate in simultanea o sovrapposte l'una all'altra. Il disco si conclude con un medley che combina musicalmente In-A-Gadda-Da-Vida, Hey Jude, e Sympathy for the Devil in un ammasso sonoro informe.